# Casearia tardieuae
Casearia tardieuae Lescot & Sleumer – gatunek rośliny z rodziny wierzbowatych (Salicaceae Mirb.). Występuje naturalnie w Wietnamie oraz południowych Chinach (w prowincji Junnan). 

## Morfologia
PokrójZrzucające liście drzewo lub krzew dorastające do 12 m wysokości.
LiścieBlaszka liściowa jest nieco skórzasta i ma kształt od podługowato owalnego do podługowatego. Mierzy 8–13 cm długości oraz 4–6 cm szerokości, jest karbowana na brzegu, ma ząbkowaną nasadę i ostry wierzchołek. Ogonek liściowy jest nagi i dorasta do 8–13 mm długości.
KwiatySą zebrane w pęczki, rozwijają się w kątach pędów. Mają 5 działek kielicha o owalnym kształcie i dorastających do 3–4 mm długości. Kwiaty mają 8 pręcików.
OwoceMają elipsoidalny kształt.

## Biologia i ekologia
Rośnie w lasach mieszanych. Występuje na wysokości od 1000 do 1600 m n.p.m.